# マルク・ククレジャ
マルク・ククレジャ（Marc Cucurella, 1998年7月22日 - ）は、スペイン・バルセロナ県アレジャ出身のプロサッカー選手。プレミアリーグ・チェルシー所属。スペイン代表。ポジションはディフェンダー、ミッドフィールダー。

## 経歴

### クラブ

#### バルセロナ
2006年にエスパニョールのカンテラに入団すると、その6年後の2012年にはバルセロナの育成組織であるラ・マシアに入団。2016年にプロ契約を結ぶとバルセロナBに配属され、11月26日のルスピタレート戦でプロデビューを果たした。
2017年7月7日にバルセロナと2021年までの契約に合意すると、2017-18シーズンはトップチームのメンバーにも招集され、10月25日の国王杯のレアル・ムルシア戦でトップチームデビューを果たした。同シーズンは国王杯優勝を経験したものの、ラ・リーガ出場までには至らなかった。

#### エイバル
2018年8月31日、エイバルへのローン移籍が決定。11月24日の本拠地エスタディオ・ムニシパル・デ・イプルーアでのレアル・マドリード戦では、全3得点に絡む活躍で、3-0の歴史的アップセットを達成。2019年1月14日のカンプ・ノウでのバルセロナ戦では、試合前にローン元のチーム相手との対戦に意気込んだものの、試合は0-3で敗れた。のちに、このシーズンに指導を受けたホセ・ルイス・メンディリバル監督に対して「彼は僕に自信を持たせてくれ、守備面の役割を完遂できるようになった。」と大きな影響を受けたことを明かしている。
2019年5月27日、エイバルは買い取りオプションを行使し、完全移籍となった。

#### バルセロナ復帰
2019年7月16日、バルセロナは400万ユーロを支払い、ククレジャの買い戻しオプションを行使した。

#### ヘタフェ

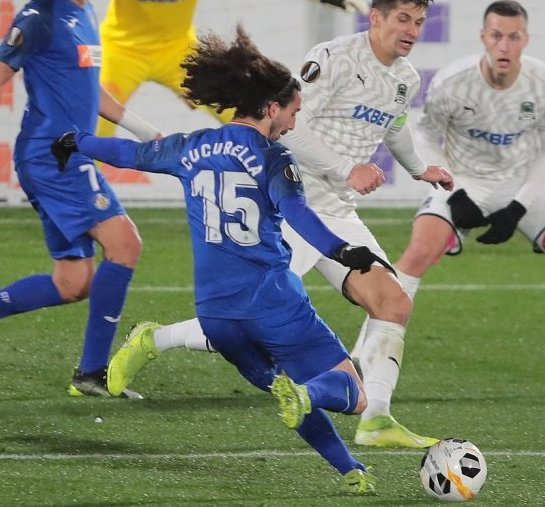
ヘタフェでのククレジャ

2019年7月18日、ヘタフェに買い取りオプション付きのローン移籍。買い取りオプションを行使した場合、600万ユーロの移籍金を支払う必要がある。また、将来ヘタフェから移籍した場合、移籍金の40 %はバルセロナが受け取ることになる。
2020年6月30日、ヘタフェは買い取りオプションを行使し、バルセロナに1,000万ユーロを支払い、バルセロナは将来的に選手が売却される場合、10 %の権利を保有する。

#### ブライトン

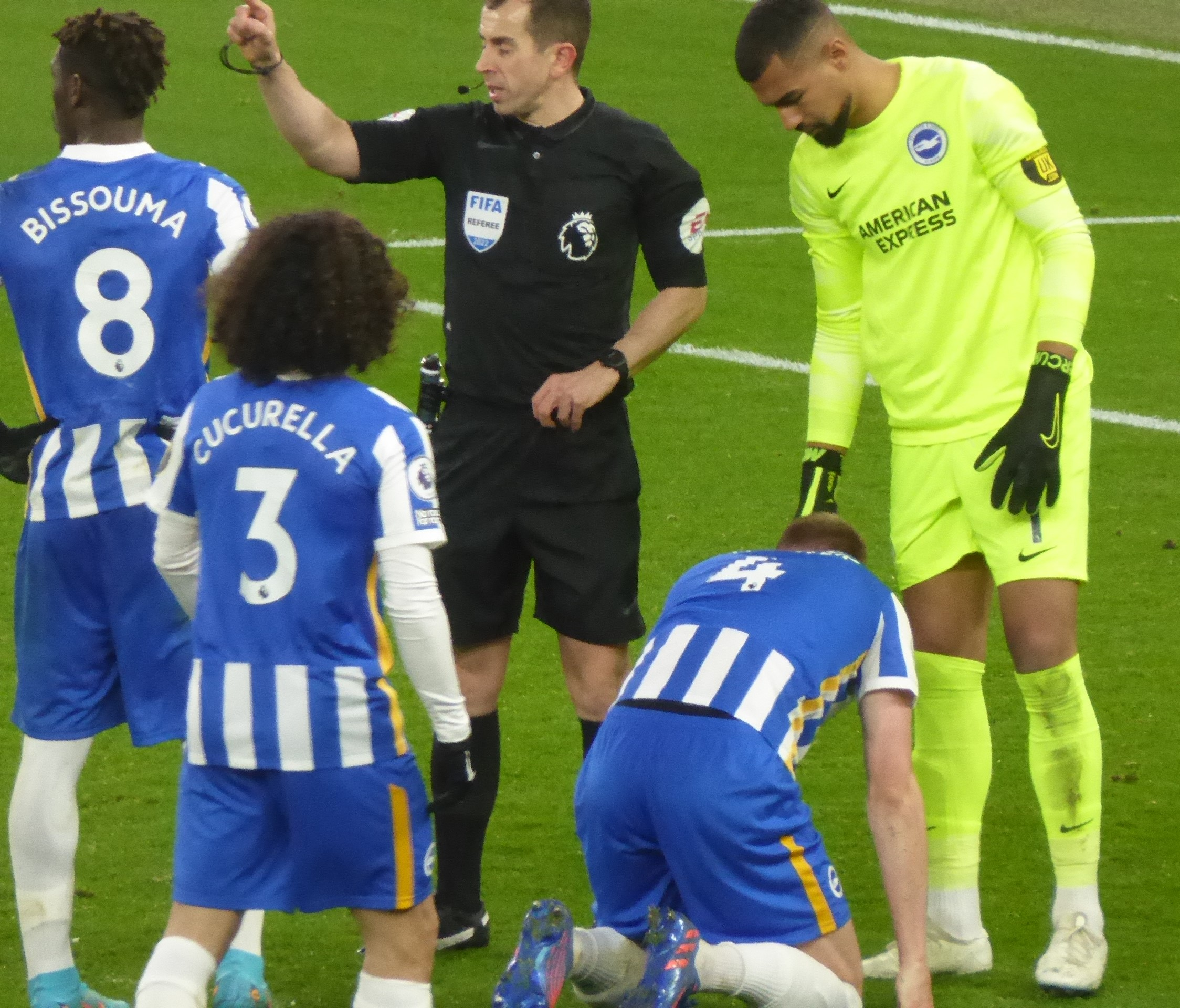
ブライトンでの背番号は「3」を背負った

2021年8月31日、元スペイン代表で現役引退後はブライトンのスカウト担当を担っていたパブロ・イバニェスの目に留まり、5年契約でブライトンに移籍。移籍金は推定1500万ポンドと推定されている。2021-22シーズンは定位置を掴み、公式戦36試合に出場し、1ゴール1アシストを記録した。

#### チェルシー
2022年8月5日、プレミアリーグのサイドバックにおいて史上最高額となる6,200万ユーロの移籍金でトーマス・トゥヘル監督率いるチェルシーへ6年契約で移籍すると、7日に行われた2022-23シーズン開幕戦のエヴァートン戦で後半75分に投入され、チェルシーでの公式戦デビューした。さらに、その翌節のトッテナム戦ではコーナキックからカリドゥ・クリバリのゴールをアシストして移籍後初アシストを記録した。チェルシーではサイドバックはもちろん、ウイングバックや3バックの一角でプレイした。
2023年4月1日にスタンフォード・ブリッジ で行われたアストン・ヴィラ戦では、相手MFのドウグラス・ルイスのロングパスの処理を誤ってオリー・ワトキンスのゴールを献上。チームはホームでの試合でありながら0-2で敗れ、この試合後にグレアム・ポッター監督は解任されることとなった。
2024-25シーズン、プレミアリーグでキャリアハイの5ゴールを挙げ、UEFAカンファレンスリーグでは9試合に出場し2ゴール1アシストを記録し、タイトル獲得に貢献。FIFAクラブワールドカップでも6試合に出場し、大会ベストイレヴンに選出される活躍で、優勝に貢献した。

### 代表
2014年からスペインの各世代別代表に召集され、2015年のUEFA U-17欧州選手権では大会の優秀選手に選出された。
2020年11月、オランダとの親善試合で負傷離脱したホセ・ルイス・ガヤに代わり、A代表に初鞘腫された。
A代表初キャップは2021年6月8日、リトアニアとの親善試合で、前半のみの出場ながらキャプテンを務めた。6月29日には、東京オリンピックを戦うU-24スペイン代表に選出され、決勝で延長戦の末ブラジルに敗れたものの、銀メダルを獲得した。
2024年、UEFA EUROのメンバーに選出され、決勝のイングランド戦ではオーバーラップから、ミケル・オヤルサバルの決勝点をアシストした。

## 人物
- カンテラ時代から凌ぎを削ってきたカルレス・アレニャとは仲が良く、アレニャが2019年12月2日のビジャレアル戦でリーガ初ゴールを決めたときは、ククレジャも大いに喜んだという[35]。

## 個人成績

### クラブ
| 国内大会個人成績 | 国内大会個人成績 | 国内大会個人成績 | 国内大会個人成績 | 国内大会個人成績 | 国内大会個人成績 | 国内大会個人成績 | 国内大会個人成績 | 国内大会個人成績 | 国内大会個人成績 | 国内大会個人成績 | 国内大会個人成績 |
| 年度             | クラブ           | 背番号           | リーグ           | リーグ戦         | リーグ戦         | リーグ杯         | リーグ杯         | オープン杯       | オープン杯       | 期間通算         | 期間通算         |
| 年度             | クラブ           | 背番号           | リーグ           | 出場             | 得点             | 出場             | 得点             | 出場             | 得点             | 出場             | 得点             |
| スペイン         | スペイン         | スペイン         | スペイン         | リーグ戦         | リーグ戦         | 国王杯           | 国王杯           | オープン杯       | オープン杯       | 期間通算         | 期間通算         |
| ---------------- | ---------------- | ---------------- | ---------------- | ---------------- | ---------------- | ---------------- | ---------------- | ---------------- | ---------------- | ---------------- | ---------------- |
| 2017-18          | バルセロナ       | 36               | ラ・リーガ       | 0                | 0                | 1                | 0                | -                | -                | 1                | 0                |
| 2018-19          | エイバル         | 20               | ラ・リーガ       | 31               | 1                | 2                | 1                | -                | -                | 33               | 2                |
| 2019-20          | ヘタフェ         | 15               | ラ・リーガ       | 37               | 1                | 1                | 0                | -                | -                | 38               | 1                |
| 2020-21          | ヘタフェ         | 15               | ラ・リーガ       | 37               | 3                | 2                | 0                | -                | -                | 39               | 3                |
| 2021-22          | ヘタフェ         | 15               | ラ・リーガ       | 1                | 0                | -                | -                | -                | -                | 1                | 0                |
| イングランド     | イングランド     | イングランド     | イングランド     | リーグ戦         | リーグ戦         | FLカップ         | FLカップ         | FAカップ         | FAカップ         | 期間通算         | 期間通算         |
| 2021-22          | ブライトン       | 3                | プレミアリーグ   | 35               | 1                | 1                | 0                | 2                | 0                | 38               | 1                |
| 2022-23          | チェルシー       | 32               | プレミアリーグ   | 24               | 0                | 1                | 0                | 0                | 0                | 25               | 0                |
| 2023-24          | チェルシー       | 3                | プレミアリーグ   | 21               | 0                | 3                | 0                | 2                | 1                | 26               | 1                |
| 2024-25          | チェルシー       | 3                | プレミアリーグ   | 36               | 5                | 1                | 0                | 2                | 0                | 39               | 5                |
| 通算             | スペイン         | スペイン         | ラ・リーガ       | 106              | 5                | 6                | 1                | -                | -                | 112              | 6                |
| 通算             | イングランド     | イングランド     | プレミアリーグ   | 116              | 6                | 6                | 0                | 6                | 1                | 128              | 7                |
| 総通算           | 総通算           | 総通算           | 総通算           | 222              | 11               | 12               | 1                | 6                | 1                | 240              | 13               |

### 代表
| スペイン代表 | 国際Aマッチ | 国際Aマッチ |
| 年           | 出場        | 得点        |
| ------------ | ----------- | ----------- |
| 2021         | 1           | 0           |
| 2022         | 0           | 0           |
| 2023         | 0           | 0           |
| 2024         | 12          | 0           |
| 2025         | 2           | 0           |
| 通算         | 13          | 0           |

## タイトル

### クラブ
チェルシー
- UEFAカンファレンスリーグ（2024-25）[26]
- FIFAクラブワールドカップ（2025）[28]

### 代表
U-23スペイン代表
- オリンピック銀メダル（2020）[33]

スペイン代表
- UEFA欧州選手権（2024）[34]

### 個人
- UEFA U-17欧州選手権 優秀選手（2015）[29]
- FIFAクラブワールドカップ ベストイレヴン（2025）[27]